# Норт-Рок-Спрингс (Вайоминг)
Норт-Рок-Спрингс (англ. North Rock Springs) — статистически обособленная местность, расположенная в округе Суитуотер (штат Вайоминг, США) с населением в 1974 человека по статистическим данным переписи 2000 года.

## География
По данным Бюро переписи населения США, статистически обособленная местность Норт-Рок-Спрингс имеет общую площадь в 66,04 квадратных километров, водных ресурсов в черте населённого пункта не имеется.
Статистически обособленная местность Норт-Рок-Спрингс расположена на высоте 1977 метров над уровнем моря.

## Демография
По данным переписи населения 2000 года, в Норт-Рок-Спрингсе проживало 1974 человека, 552 семьи, насчитывалось 698 домашних хозяйств и 739 жилых домов. Средняя плотность населения составляла около 29,9 человека на один квадратный километр. Расовый состав Норт-Рок-Спрингса по данным переписи распределился следующим образом: 92,86 % — белых, 0,51 % — чёрных или афроамериканцев, 1,06 % — коренных американцев, 0,10 % — азиатов, 3,09 % — представителей смешанных рас, 2,38 % — других народностей. Испаноговорящие составили 7,19 % от всех жителей статистически обособленной местности.
Из 698 домашних хозяйств в 44,4 % — воспитывали детей в возрасте до 18 лет, 64,9 % представляли собой совместно проживающие супружеские пары, в 6,7 % семей женщины проживали без мужей, 20,8 % не имели семей. 16,5 % от общего числа семей на момент переписи жили самостоятельно, при этом 2,7 % составили одинокие пожилые люди в возрасте 65 лет и старше. Средний размер домашнего хозяйства составил 2,83 человек, а средний размер семьи — 3,18 человек.
Население статистически обособленной местности по возрастному диапазону по данным переписи 2000 года распределилось следующим образом: 30,6 % — жители младше 18 лет, 9,7 % — между 18 и 24 годами, 30,2 % — от 25 до 44 лет, 25,5 % — от 45 до 64 лет и 3,9 % — в возрасте 65 лет и старше. Средний возраст жителей составил 33 года. На каждые 100 женщин в Норт-Рок-Спрингсе приходилось 113,4 мужчин, при этом на каждые сто женщин 18 лет и старше приходилось 110,0 мужчин также старше 18 лет.
Средний доход на одно домашнее хозяйство в статистически обособленной местности составил 53 649 долларов США, а средний доход на одну семью — 55 819 долларов. При этом мужчины имели средний доход в 45 923 доллара США в год против 22 450 долларов среднегодового дохода у женщин. Доход на душу населения в статистически обособленной местности составил 20 029 долларов в год. 5,5 % от всего числа семей в округе и 8,0 % от всей численности населения находилось на момент переписи населения за чертой бедности, при этом 9,1 % из них были моложе 18 лет.